# Carex saxatilis
Carex saxatile
Espèce
Synonymes
- Carex ambusta Boott[2]
- Carex compacta R. Br. ex Dewey[2]
- Carex ensifolia Turcz. ex Besser[2] [3]
- Carex fusca Schkuhr[2]
- Carex incerta Steud.[2]
- Carex jungenda Steud.[2]
- Carex miliaris Michx.[2] [3]
- Carex ochroleuca Cham. ex Steud.[2]
- Carex physocarpa J. & K. Presl[3]
- Carex physocarpa J.Presl & C.Presl[2]
- Carex rhomalea (Fern.) Mackenzie[3]
- Carex rhomalea (Fernald) Mack.[2]
- Carex rotundata var. compacta (R. Br. ex Dewey) Boivin[3]
- Carex saxatilis subsp. laxa (Trautv.) Kalela[3]
- Carex saxatilis var. glomerata Ewing[2]
- Carex saxatilis var. miliaris (Michx.) Bailey[3]
- Carex saxatilis var. rhomalea Fern.[3]
- Carex vesicaria var. distenta Fr.[2]
- Vignea pulla (Gooden.) Rchb.[2]
- Vignea saxatilis (L.) Rchb.[2]

Statut de conservation UICN

 LC  : Préoccupation mineure
Carex saxatilis, le Carex saxatile, est une espèce de plantes du genre Carex. Elle a une distribution circumboréale.

## Liste des sous-espèces
Selon NCBI (15 novembre 2020) :
- Carex saxatilis subsp. laxa (Trautv.) Kalela
- Carex saxatilis subsp. saxatilis